# Aero Bravo Bravo 700
Le Bravo 700 est un biplace utilitaire côte à côte classé dans la catégorie ULM par la Direction de l’Aviation civile brésilienne.

## Conception
Le Bravo 700 est directement dérivé du Best Off Skyranger commercialisé par Aero Bravo. Il s’agit d’un monoplan à aile haute contreventée et cabine fermée à structure tubulaire entoilée. Reposant sur un train tricycle, il est équipé d’un moteur Rotax 912 de 80 ch ou Rotax 912S de 100 ch.
Une version agricole, le Bravo 700 Agricola à moteur Rotax 912S de 100 ch a été développée, mais la DAC brésilienne a refusé la certification. Aero Bravo tente de commercialiser cet appareil hors du Brésil et un exemplaire a effectué des essais en Allemagne. La version agricole emporte 140 litres de pesticides et est autorisée à un poids au décollage de 580 kg.